# Єскенежал
Єскенежа́л (каз. Ескенежал) — село у складі Зерендинського району Акмолинської області Казахстану. Входить до складу Чаглінського сільського округу.
Населення — 184 особи (2021; 164 у 2009, 365 у 1999, 481 у 1989).
Національний склад станом на 1989 рік:
- німці — 51 %;
- казахи — 33 %.

До 2010 року село називалося Первомайське.